# Plectris cylindrica
Plectris cylindrica är en skalbaggsart som beskrevs av Hermann Burmeister 1855. Plectris cylindrica ingår i släktet Plectris och familjen Melolonthidae. Inga underarter finns listade i Catalogue of Life.